# Complexo Swift de Educação e Cultura
O Complexo Swift de Educação e Cultura é um conjunto de edifícios localizado às margens do Parque da Represa em São José do Rio Preto, Estado de São Paulo. Foi inaugurado em 14 de abril de 1944, como Companhia Swift do Brasil, e é composto por prédios destinados inicialmente ao armazenamento e seleção de grãos de algodão, milho e amendoim, e à extração do óleo em fornos de alta temperatura. As edificações seguiram o modelo das indústrias inglesas da sua época de construção.

## História
Em 1942, a prefeitura de São José do Rio Preto, à época comandada por Ernani Pires Domingues, decide investir na industrialização. Uma concorrência pública é aberta para que uma empresa com capital mínimo de 9 mil contos de réis instalasse indústria na cidade. A Companhia Swift do Brasil vence. No mesmo ano começa a construir a fábrica. Após a crise do café na década de 1930, a região vivia da cultura algodoeira. Perfeito para uma empresa que produzia óleo de caroço de algodão. A Swift não veio sozinha. Com ela, indústrias como a Sanbra e a Reunidas Matarazzo também aportaram na cidade. São José do Rio Preto se tornava, novamente, ponto de concentração econômica.
A construção da fábrica foi empreitada pela firma paulistana JP Urner, fundada por Jonas Paul Urner. Era especializada em grandes construções para multinacionais. Entre suas obras estão as fábricas da Gessy Lever e Refinações de Milho Brasil. As máquinas foram instaladas pelo engenheiro dinamarquês Freddy Erik Larsen, que se apaixonou pela rio-pretense Delsy Sérgio e com ela se casou, fincando na cidade as suas raízes familiares. Com a vinda da Swift, São José do Rio Preto deixava de ser uma cidade comercial, em parte ainda movida pela atividade agrícola, para ganhar ares industriais.
O óleo bruto era recolhido pelos vagões da Estrada de Ferro Araraquara que iam até o seu interior através de um ramal feito para esta manobra, que facilitava o escoamento do óleo bruto e dos demais derivados. Os vagões eram engatados na composição e transportavam todo material. Em Campinas, o óleo bruto era refinado e depois de acondicionado em latas de 18 e de 1 litro retornavam ao interior. Do caroço de algodão, era produzido o óleo "A Patroa". Do amendoim, saía o óleo "A Dona". Duas marcas muito presentes nas cozinhas brasileiras nas décadas de 1940, 1950 e 1960. Os derivados extraídos, destinados à indústria pesada e à alimentação animal, eram exportados para a Rússia, Dinamarca, Alemanha e até a Sibéria, pelo porto de Santos. O material, ao sair de São José do Rio Preto, chegava em Santos exatamente no dia do embarque nos navios. Assim, não tinham despesas com estocagem, o que encareceria muito o produto.
A companhia gerou muitos empregos na cidade, criou uma nova opção para os pequenos produtores de algodão, amendoim e mamona que tiveram uma opção segura e rentável de investimento. A geração de empregos na região foi foco de muita alegria para os moradores. Na mesma época em que Getúlio Vargas instaurava as leis trabalhistas, a Swift trouxe trabalho com carteira assinada e horário definido para quase 300 rio-pretenses. Além disso, a produção de óleo de mamona incentivou os pequenos produtores a plantarem mamona, considerada uma cultura simples, de baixo custo e com facilidade no trato. A venda de suas safras ficava garantida. Se num primeiro momento, a empresa fabricou óleo de caroço de algodão, depois, se expandiu com a produção de óleo de mamona, e outros como o de amendoim e gergelim, aproveitando que a safra de tais produtos eram alternadas. A fábrica em São José do Rio Preto trabalhava por dia, sucessivamente, 60 toneladas de algodão, 400 toneladas de mamona e de 100 a 110 toneladas de amendoim, produzindo 31 a 32 % de óleo.
Em outubro de 1949, a fábrica parou por falta de matéria-prima. Os empregados foram dispensados, porém mantidos sete por hora e dois mensalistas.
Em dezembro de 1950, foi anunciada a reabertura marcada para janeiro de 1951, recebendo enormes filas de caminhões carregados de caroço de algodão. De 1965 a 1968, predominou a extração do óleo da mamona. O algodoeiro é uma planta de clima quente, que não suporta o frio. O período vegetativo varia de cinco a sete meses, conforme a quantidade de calor recebida, e exige verões longos, quentes e bastante úmidos. São Paulo, Paraná e Bahia produzem algodão arbóreo.
Em 1969, com o declínio da produção de algodão, as atividades de extração da unidade de São José do Rio Preto foram encerradas, mas a empresa passou a armazenar milho, vindo de Minas Gerais e Goiás.
Na década de 1970, a companhia mudou sua razão social para Swift-Armour do Brasil e vendeu as unidades de Campinas e La Plata, Argentina.
Em 1981, o decreto nº 2559, de 8 de julho de 1981, assinado pelo então prefeito Adail Vettorazzo, declarou a área da Swift de utilidade pública. Outro projeto de lei nº 223, de 8 de outubro de 1981, propunha a permuta dos prédios com terras da Chácara Municipal, sendo então o imóvel avaliado em 37.638.189,00 cruzeiros. A Câmara Municipal porém o rejeitou. No ano seguinte, 1982, o decreto nº 3.023/82 revogou o decreto nº 2559/81.
Em setembro de 1983, representantes dos mais diversos segmentos sociais elaboraram um abaixo-assinado dirigido ao CONDEPHAAT (Conselho de Defesa do Patrimônio Histórico, Artístico, Arquitetônico e Turístico), em São Paulo, solicitando o tombamento da fábrica. O CONDEPHAAT arquivou o guichê (pedido de processo de tombamento), que só foi retirado da gaveta em 1998, por iniciativa da AMIRP (Associação Amigos de Rio Preto), que reuniu novamente a sociedade para discutir a questão.
Ao final de 1984, a empresa Nargel desocupou o imóvel. Em fevereiro de 1985, o executivo municipal constituiu uma comissão com representantes de diversos segmentos da comunidade para reunir sugestões sobre a utilização, preservação e revitalização dos prédios da antiga fábrica. Foram realizadas gestões para convênio entre prefeitura e SESC para administração do imóvel, porém o acordo não se concretizou, pois o SESC já planejara a construção de sua própria unidade na cidade.
Com a desocupação definitiva dos prédios, o Corpo de Bombeiros procedeu à limpeza dos pavilhões e o setor de obras da prefeitura cuidou dos reparo do primeiro pavilhão.
De 26 a 28 de novembro de 1985, a comissão e o SESC promoveram o seminário "Cultura e Revitalização Urbana da Swift", para a discussão das possibilidades de ocupação do imóvel. Dele participaram arquitetos, engenheiros, historiadores, destacando-se o nome de Lina Bo Bardi e sua equipe do MASP, numa promoção conjunta da comissão e SESC.
No período de 1985 a 1995, prosseguiram as obras para a conservação interna do prédio e a realização de diversos eventos de feiras e exposições.
Posteriormente, as atividades desenvolvidas na complexo foram assumidas pela Associação Rafael, que promoveu oficinas culturais, eventos diversos, exposições. No início do terceiro milênio, finalmente o CONDEPHAAT declara o seu tombamento estadual, como bem cultural.

### Estrutura
O complexo é composto por três grandes blocos de construções principais, emoldurados por mais alguns pequenos edifícios complementares. O terreno tem 30.116,46 m² e 7.022,25 m² de área construída.
Destes três grandes blocos, o volume do graneleiro ou silo, o maior deles, utilizado para o armazenamento de grãos, tem uma estrutura espetacular, e mede 108 por 28 m², num total de 3.024 m². O segundo bloco engloba duas áreas para depósito de grãos, sala da deslintadeira e área para tanques e prensa.
No terceiro bloco funcionava a caldeira ou fornalha da fábrica, anexo ao grande chaminé de 36 metros de altura. Neste mesmo bloco estavam instalados o refeitório dos funcionários e os sanitários. Nos anos 1980, teve metade do teto destruído por incêndio, levando anos para ser restaurado. São edifícios complementares como escritório, reservatório de água e a casa das máquinas. A construção desse complexo empregou mais de 150 operários e foram utilizados mais de 1 milhão e 300 tijolos. De 1944 a 1970, a empresa funcionava com toda a capacidade. Empregava homens e mulheres. Estas, embora em menor número, atuavam especialmente nas esteiras onde selecionavam vagens e grãos de amendoim. O sistema de remuneração era bastante interessante para a comunidade. O trabalhador recebia salário mínimo, quinzenalmente, que revertia diretamente para a comunidade através da quitação das dívidas assumidas.

## Atualidade

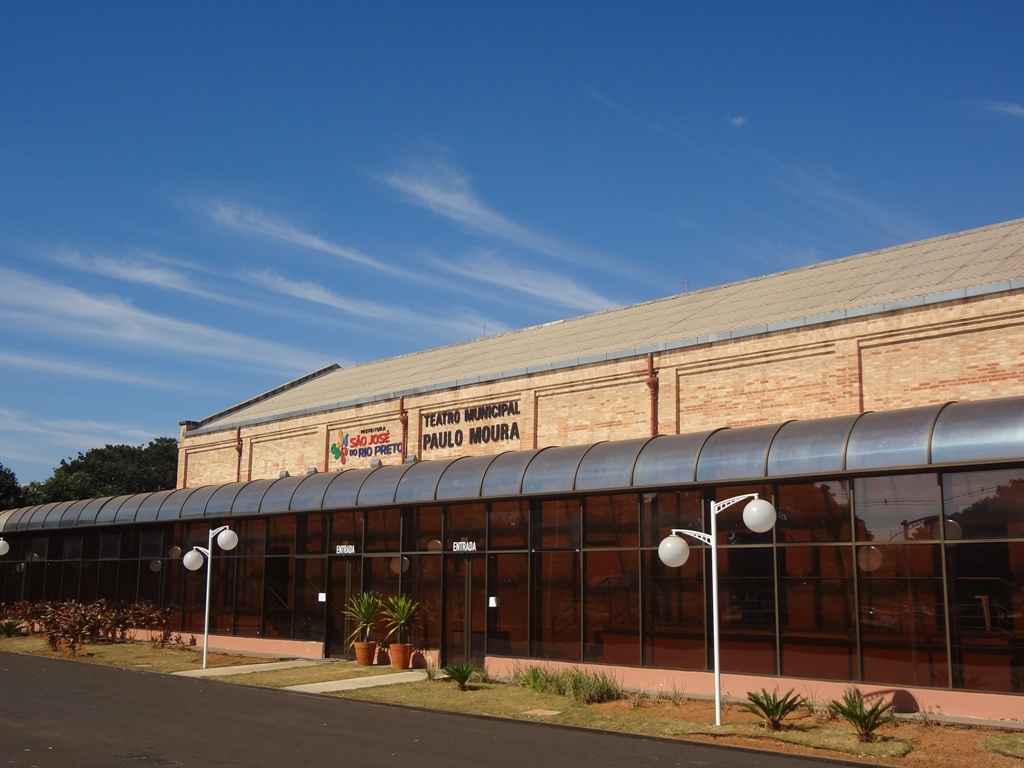
Fachada do Teatro Municipal Paulo Moura.

Hoje, o bem mais valioso do município é a Swift, com o valor avaliado em R$ 17,1 milhões.
Desde que começou o Festival Internacional de Teatro (FIT) em 2001, o complexo, às margens da Represa Municipal têm sido palco de espetáculos.
Em 10 de fevereiro de 2004, é oficializada no local a Universidade Livre das Artes (ULA), que oferecia cursos de vídeo, dança contemporânea, artes cênicas e plásticas. A ULA era uma parceria entre a Prefeitura de São José do Rio Preto, por meio das secretarias municipais de Cultura e a de Educação, com a FAPERP (Fundação de Apoio à Pesquisa e Extensão de Rio Preto), porém o projeto não foi avante.
Em 2007, com 2.853 votos, prédio da Swift foi eleito uma das sete maravilhas de São José do Rio Preto.
No local foram investidos R$ 7,5 milhões na construção do Teatro Municipal Paulo Moura. O espaço, que conta com dois pisos e capacidade de 954 lugares, é considerado o segundo maior teatro do interior do Estado de São Paulo. O palco tem formato semicircular, possui 22 metros de profundidade e raio de 11 metros. No primeiro piso são 671 poltronas e no superior 269.

## Curiosidades
- A cidade periodicamente recebia andorinhas vindas da América do Norte, em busca do verão. Voavam em alta velocidade, em torno dos telhados e sobre as praças, muitas vezes em voos acrobáticos, rasantes, ao amanhecer o dia e na hora do crepúsculo. No Reino Unido e Escócia há uma espécie de andorinha conhecida pelo nome Highland Swift. Acreditava-se na relação entre o nome dado ao pássaro e a indústria,[5] porém seu nome é devido ao proprietário da fábrica, o empresário norte-americano Gustavus Swift.[2]
- Na gestão do prefeito Liberato Caboclo, entre 1997 e 2000, houve a tentativa de transformar a Swift num parque de diversões. O projeto do empresário rio-pretense Beto Carrero, apesar de ter sido aprovado na Câmara Municipal, não saiu do papel. A área chegou a ter autorização do legislativo para ser doada ao empreendedor. Beto Carrero voltou atrás na intenção de instalar seu parque na Swift após enfrentar resistência da própria comunidade.[3]